# 134 Batalion Wschodni
134 Batalion Wschodni (niem. Ost-Bataillon 134, ros. 134-й восточный батальон) – oddział wojskowy Wehrmachtu złożony z Rosjan podczas II wojny światowej.
Oddział został sformowany zimą 1942/1943 r. na okupowanej Białorusi jako 134 Wschodni Batalion Zapasowy. W jego skład wchodzili b. jeńcy wojenni z Armii Czerwonej i niemiecka kadra oficerska z rozwiązanego latem 1941 r. Feldersatz-Bataillon 134. Na jego czele stanął por. Schwarzer. Batalion miał cztery kompanie. Był podporządkowany niemieckiej 134 Dywizji Piechoty gen. Hansa Schlemmera. Zwalczał partyzantkę i ochraniał linie komunikacyjne w rejonie Bobrujska. W listopadzie 1943 r. został przemianowany na 134 Batalion Wschodni, po czym jeszcze tego samego miesiąca przekształcono go w Feldersatz-Bataillon 134. Dzielił się na pięć polowych kompanii zapasowych. Batalion został zniszczony w ciężkich walkach w rejonie Mińska w czerwcu 1944 r.